# Traditionslokomotive
Als Traditionslokomotiven wurden in der DDR historische Triebfahrzeuge der Deutschen Reichsbahn bezeichnet, welche wegen ihrer technikgeschichtlichen Bedeutung als betriebsfähige Museumslokomotiven erhalten wurden. Im Gegensatz zu den Fahrzeugen des Verkehrsmuseums Dresden waren die Traditionslokomotiven stets Eigentum der Deutschen Reichsbahn. Die private Erhaltung und Pflege von Museumslokomotiven war anders als in Westeuropa in der DDR kaum möglich.
Die Traditionslokomotiven bereits ausgemusterter Baureihen wurden als Reservelokomotiven oft im regulären Betrieb eingesetzt. Traditionslokomotiven noch im Planbetrieb stehender Baureihen wurden fast ausschließlich im normalen Betrieb eingesetzt, waren aber hinsichtlich der künftigen Erhaltung pfleglich zu behandeln. Nach Auflösung der Deutschen Reichsbahn und Übernahme des Bestandes der Lokomotiven durch die DB AG 1994 gelangte ein Teil der Lokomotiven in den Bestand des neugegründeten DB-Museums. Alle anderen Lokomotiven wurden an Eisenbahnvereine und Privatpersonen verkauft.
Ein ähnliches Programm zur Erhaltung historischer Lokomotiven existierte auch bei der Deutschen Bundesbahn. Die Art und Weise, in der die Deutsche Reichsbahn Traditionslokomotiven erhielt und einsetzte, unterschied sich allerdings deutlich von der Vorgehensweise bei der Bundesbahn oder anderen Staatsbahnen in Westeuropa, wo Einsätze im planmäßigen Verkehr normalerweise nicht vorkamen. Die Reichsbahn versuchte zudem, möglichst umfassend Loks verschiedener Baureihen, Traktionsarten und Einsatzbereiche zu erhalten. Anfang der 1980er Jahre wurden die meisten Traditionslokomotiven aufgrund des durch die zweite Ölkrise 1979 hervorgerufenen Ölmangels sogar für längere Zeit im Planbetrieb eingesetzt, auch wenn die entsprechende Baureihe bereits seit längerem ausgemustert war.
In den Jahren nach 1994 wurden die meisten der ehemaligen DR-Traditionslokomotiven aufgrund abgelaufener Fristen abgestellt.
Während die Bundesbahn erst mit dem 150-jährigen Jubiläum der Eisenbahn in Deutschland begann, betriebsfähige Museumsloks zu erhalten, war die Reichsbahn bereits fast 20 Jahre früher aktiv geworden. Mit Anordnung vom 10. Dezember 1966 hatte das DDR-Verkehrsministerium auf Initiative von Max Baumberg, Leiter des VES-M Halle mit Zustimmung des damaligen Ministers Erwin Kramer zunächst 27 Lokomotiven für Museumszwecke vorgesehen, wobei etwa die Hälfte davon betriebsfähig erhalten werden sollte.

## Liste ehemaliger DR-Traditionslokomotiven
- 01 2137-6 und 01 2204-4   (DR-Baureihe 01)
- 01 1531-1 (DR-Baureihe 01.5)
- 03 2001-0 (DR-Baureihe 03)
- 03 1010-2 und 03 0090-5   (DR-Baureihe 03.10)
- 17 1055  (Preußische S 10.1)
- 02 0201-0 (18 201) – schnellste betriebsfähige Dampflokomotive der Welt
- 04 1017-5 (Sächsische XX HV)
- 37 1004-3 (DR-Baureihe 24)
- 35 1113-6 (DR-Baureihe 23.10)
- 38 5205-0    (Sächsische XII H2)
- 38 1182-5   (Preußische P 8)
- 41 1185-2 und 41 1231-4   (DR-Baureihe 41)
- 43 001    (DR-Baureihe 43)
- 44 0093-3 (DR-Baureihe 44)
- 50 1849-4 (DR-Baureihe 50)
- 50 3688-4 und 50 3708-0   (DR-Baureihe 50.35)
- 52 6666-3 (DR-Baureihe 52)
- 52 8200-5 (DR-Baureihe 52.80)
- 55 669    (Preußische G 7.1)
- 57 3297-9 (Preußische G 10)
- 58 1261-5 (Preußische G 12)
- 58 3047-6 (DR-Baureihe 58.30)
- 62 1015-7 (DR-Baureihe 62)
- 64 1007-0 (DR-Baureihe 64)
- 65 1049-9 (DR-Baureihe 65.10)
- 74 1230-7 (Preußische T 12)
- 75 1515-8 (Sächsische XIV HT)
- 78 1009-2 (Preußische T 18)
- 80 023    (DR-Baureihe 80)
- 86 1001-6 (DR-Baureihe 86)
- 89 008    (DR-Baureihe 89)
- 89 1004   (Preußische T 8)
- 89 6009-8 (Preußische T 3)
- 91 1134-5 (Preußische T 9.2)
- 92 503    (Preußische T 13)
- 93 230    (Preußische T 14)
- 94 1292-5 (Preußische T 16.1)
- 95 1027-2 (DR-Baureihe 95)
- 98 001    (Sächsische I TV)